# Comparsa di risposta
La comparsa di risposta è il primo atto di difesa posto in essere dal convenuto chiamato in causa nel processo civile italiano.
Consiste in un atto simile all'atto di citazione pur non contenente la vocatio in ius. Non definisce l'oggetto del processo, in quanto già determinato dall'attore.

## Il contenuto
Con essa il convenuto deve porre le proprie difese, prendendo posizione sulle domande svolte dall'attore, nonché presentare le eccezioni non rilevabili d'ufficio e la domanda riconvenzionale (o le domande riconvenzionali, se più di una) ed eccepire la competenza del giudice adito. Lo stesso deve inoltre indicare i mezzi di prova che intende utilizzare nel corso del giudizio.

## Elementi adducibili
Le eccezioni non rilevabili d'ufficio, ma soltanto dalla parte, sono dette “eccezioni in senso stretto”; quelle rilevabili d'ufficio, che non vanno proposte a pena di decadenza nella comparsa, sono invece “eccezioni in senso lato”.
Il convenuto deve proporre, inoltre, a
pena di decadenza le domande riconvenzionali e le chiamate in causa del terzo. Le prime non necessitano di una vocatio in ius in quanto sono rivolte a chi è già parte del processo, mentre le seconde necessitano di una vocatio in ius perché indirizzate ad un terzo estraneo al processo che quindi ha bisogno di essere “chiamato” in causa appunto. Le domande riconvenzionali e le chiamate di terzo in causa sono dunque i veicoli processuali per proporre nuove domande. Se il convenuto intende chiamare un terzo in causa può, nella stessa comparsa, chiedere al giudice di fissare una nuova udienza di comparizione per poter citare il terzo nei termini dell'art 163 bis. Se vi è sufficiente tempo per la citazione invece si procede direttamente senza chiedere la fissazione della nuova udienza. Il giudice non può valutare l'opportunità della chiamata in causa. Il suo è un provvedimento vincolato.
Può inoltre accadere che la domanda riconvenzionale
sia nulla. Può essere perciò sanata con il deposito di una memoria contenente l'integrazione degli elementi carenti. L'efficacia della domanda sarà però ex nunc, cioè la domanda si considera proposta dal momento in cui è compiuto l'atto integrativo.
Infine, la comparsa di risposta costituisce il termine per l’eccezione di competenza su istanza di parte.

## Termine per il deposito
La comparsa di risposta deve essere depositata nella cancelleria del giudice competente almeno 70 giorni prima della data fissata per l'udienza di prima comparizione. Tale termine, di per sé non perentorio, potendo il convenuto costituirsi anche successivamente.
Se non rispettato, il raggiungimento termine impedisce comunque al convenuto di sollevare le eccezioni non rilevabili d'ufficio, presentare domande riconvenzionali, e eccepire la competenza del giudice. L’incompetenza può, però, essere rilevata dal giudice d’ufficio, entro la prima udienza, e ad eccezione della competenza per valore di somme dovute o cose mobili.